# Ермоген (Голубев)
Архиепи́скоп Ермоге́н, также Гермоген (в миру Алексе́й Степа́нович Го́лубев; 3 марта 1896, Киев — 7 апреля 1978, Жировицкий монастырь) — епископ Русской православной церкви; с 29 мая 1963 года — архиепископ Калужский и Боровский.
Единственный иерарх Русской Православной Церкви советского периода, выступавший с критикой Священного Синода и советского правительства, за подлинную независимость Церкви от государства. Известен своим открытым несогласием с решением Архиерейского Собора Русской православной церкви от 18 июля 1961 года о внесении изменений в Положение об управлении Русской православной церкви в части раздела IV — «О приходах».

## Семья
Отец — Степан Тимофеевич Голубев (1848—1920), профессор Киевской духовной академии и Императорского университета святого Владимира, доктор церковной истории, член-корреспондент Российской академии наук по отделению русского языка и словесности. В 1906 году принимал участие в заседаниях Предсоборного присутствия, где выступал за восстановление патриаршества.
Мать — Голубева (Терновская) Елена Филипповна (1869—1942). Венчание состоялось в 1887. Умерла и похоронена в Астрахани.
Брат — Владимир Голубев (1891—1914), председатель монархического движения «Двуглавый орёл» в Киеве. Одноклассник М. А. Булгакова по 1-й Киевской гимназии. Был студентом университета, во время Первой мировой войны прапорщик, погиб на фронте.
Дед—Голубев Тимофей Николаевич, протоиерей.
Дед —Терновский Филипп Алексеевич (1838—1884) доктор русской истории, профессор Киевской духовной академии.
Брат деда—Терновский Сергей Алексеевич (1848—1916), доктор церковной истории, профессор Казанской духовной академии, редактор «Православного собеседника».

## Образование
В 1915 году окончил 3-ю Киевскую гимназию с серебряной медалью и поступил в Московскую духовную академию. В 1919 году окончил академию со степенью кандидата богословия. Тема сочинения: «Христианское мученичество: Опыт историко-философского исследования». Научным руководителем его был священник Павел Флоренский, профессор МДА.
В юные годы духовником Алексея Голубева был старец иеромонах Алексий (Шепелев), подвизавшийся в то время в Голосеевской пустыни Киево-Печерской Лавры. В 2017 году прославлен в лике святых.

## Священнослужитель
8/21 июня 1919 года епископом Волоколамским, викарием Московской епархии Феодором (Поздеевским), бывшим ректором МДА, в московском Даниловом монастыре пострижен в монашество и им же 25 августа (7 сентября) того же года рукоположён во иеродиакона. В том же году направлен в качестве миссионера в Киево-Печерскую Лавру. 15/28 августа 1921 года в московском Успенском соборе на Крутицах Святейшим Патриархом Тихоном рукоположен во иеромонаха и определён членом Духовного Собора Киево-Печерской Лавры.
В 1921 году — участник Православного Всеукраинского Собора. 10/23 июля 1922 года митрополитом Михаилом (Ермаковым), патриаршим Экзархом Украины, возведен в сан архимандрита и назначен киевским епархиальным миссионером.
18 октября 1926 года избран настоятелем Киево—Печерской Лавры. Братия монастыря, состоявшая из 600 человек, за исключением двух воздержавшихся (одним из которых был сам отец Ермоген) избрала его игуменом. В связи с занятием всех лаврских храмов обновленцами, богослужения совершались в то время в Ольгинской церкви на Печерске в Киеве. В 1926 г. архимандритом Ермогеном подготовлены Статут и Совет монастыря, которые были утверждены митрополитом Сергием(Страгородским), Заместителем Патриаршего Местоблюстителя. Братией Лавры управлял до 1931 года включительно. Управлял всеми уцелевшими патриаршими приходами. По свидетельским показаниям (1933 г.) после избрания о. Ермогена настоятелем «оживилась вся братия Лавры», «жизнь иноков её протекала своим обычным порядком». Передавал через прихожанина Георгия Каскевича и польского консула в Европу сведения о репрессиях, списки убитых и казнённых, историю об убийстве епископа Иерофея и других. Архиепископ Филипп (Гумилевский) и архимандрит Ермоген (Голубев) независимо друг от друга передавали за рубеж определённые сведения, с тем чтобы дезавуировать впечатление, созданное интервью, митрополита Сергия (Страгородского) в феврале 1930 г., в котором отрицались факты гонений на религию в СССР. О том, что интервью было дано под давлением, архиепископ Филипп писал в Ватикан. В ответ папа Пий ХI объявил «крестовый поход молитв» 1930 г. в защиту верующих в СССР.
Архимандрит Ермоген поминался на богослужениях как настоятель Лавры до 16 января 1943 г.
Духовный сын о. Ермогена Леонтий (Филиппович), будущий архиепископ Сантъягский и Чилийский, вспоминал, что архимандрит Ермоген «произвел впечатление человека очень строгого и аскета. Он был так худ, что казалось одна кожа держит eго кости. Это был как бы скелет. Но глаза необыкновенно проницательные, как бы прямо заглядывают в твою душу, видя её насквозь».

## Арест, заключение в лагере, продолжение служения
В 1923 году арестован «за антисоветскую деятельность» в г. Киеве вместе с викариями Киевской епархии епископами: Белоцерковским Димитрием (Вербицким), Черкасским Назарием (Блиновым), Каневским Василием (Богдашевским) и другими священнослужителями, не признавшими обновленческое высшее церковное управление (ВЦУ). «Отец Ермоген, все преосвященные и два иерея служили Страсти Христовы в арестантском вагоне, читая по очереди Святые Страстные Евангелия. Вначале их привезли на Лубянку, а затем отвезли в Бутырскую тюрьму».
С апреля по 16 мая 1923 года находился в заключении в Бутырской тюрьме.
16 мая Комиссией по административным высылкам при НКВД РСФСР осуждён на 2 года ссылки.
С мая 1923 по ноябрь 1924 года находился в ссылке в г. Краснококшайске Марийской автономной области. В этот период на 3 месяца был помещён в тюрьму за то, что совместно со священником Анатолием Жураковским «склонили местное обновленческое священство к покаянию и возвращению в Патриаршую Церковь». Досрочно освобождён из ссылки в связи с пересмотром дела.
В начале декабря 1924 г. о. Ермоген вернулся после ссылки в монастырь. По причине захвата Лавры обновленцами, жил в Китаевской пустыни.
Он занимал одну из комнат небольшого дома, в другой половине подвизался известный схимник — архиепископ Антоний (Абашидзе).
В августе 1926 г., в благодарность за свое освобождение из ссылки совершил паломническую поездку в Саров и к мощам св. Серафима Саровского в Дивеево. Навестил также в Нижнем Новгороде митрополита Сергия (Страгородского), Заместителя Патриаршего Местоблюстителя, и епископа Димитриевского Иоасафа (князя Жевахова), находившегося в городе. В паломничестве его сопровождал послушник Киево-Печерской лавры Василий Филиппович, будущий архиепископ Леонтий.
28 января 1931 года арестован Киевским губернским отделом ГПУ по обвинению в создании «контрреволюционной организации церковников, ставившей своей целью поднять вооружённое восстание», а также в проведении «нелегальных сборищ» и распространении «контрреволюционной литературы». 14 сентября Тройкой при Коллегии ГПУ УССР приговорён к высшей мере наказания (расстрелу) «как организатор и руководитель контрреволюционной организации церковников».
2 января 1932 года приговор был пересмотрен и заменён на 10 лет лагерей (ИТЛ). Находился в заключении в Темниковском, Алатырском лагерях, Сарлаге (устроенном в стенах бывшей Саровской пустыни), и Севжелдорлаге. 25 января 1936 г. медпункт Алатырской исправительно-трудовой колонии признал Ермогена непригодным к труду вследствие «активного туберкулеза легких с упадком питания и порока сердца». На основании медицинского заключения руководство лагеря сделало запрос в ГУЛАГ «о возможности досрочного его освобождения». Президиум ЦИК СССР 27.07.1936 сократил срок заключения до 8 лет. Освободился в 1939 году. На протяжении 1930-х гг. схиархиепископ Антоний (Абашидзе) посылал ему в лагерь письма и организовывал отправку посылок.
Вынужденный перерыв в священнослужении длился более 14 лет. До 1941 г. жил в Закавказье, в городах Шуше, затем в Степанакерте. В июне 1941 года поселился в Астрахани, туда к нему переехала мать.
С марта 1945 года был настоятелем вновь открытой Преображенской церкви в посёлке Трусово Астраханской и Сталинградской епархии. В июне того же года назначен настоятелем Покровского кафедрального собора г. Астрахани и благочинным церквей города.
С марта по сентябрь 1948 года служил в Троице-Сергиевой Лавре, г. Загорск Московской области.
С сентября 1948 года по январь 1953 года был настоятелем собора в г. Самарканде, где у него наладились близкие дружеские отношения с замечательными православными подвижниками — будущим архимандритом Борисом (Холчевым), архимандритом Серафимом (Суторихиным) и профессором-филологом Алексеем Шенроком. Здесь же отец Ермоген познакомился и со священником Сергием Никитиным (впоследствии епископ Стефан), который годы спустя окажется предшественником владыки Ермогена на Калужской кафедре.

## Ташкентский архиерей
1 марта 1953 года в московском Богоявленском Патриаршем соборе хиротонисан во епископа Ташкентского и Среднеазиатского. Хиротонию совершили Патриарх Московский и всея Руси Алексий (Симанский), митрополит Крутицкий и Коломенский Николай (Ярушевич) и архиепископ Можайский Макарий (Даев).
С ноября 1955 года по июнь 1956 года временно управлял Алма-Атинской и Казахстанской епархией.
Начал и завершил в Ташкенте строительство обширного Успенского храма (кафедрального собора). Ввиду того, что получить от властей разрешение на такое строительство было невозможно, получил разрешение на реставрацию старой церкви, находящейся в приспособленном здании, и начал стремительное строительство собора. Храм возводился вокруг старой церкви, и до конца строительства здесь шли ежедневные службы. Когда строительство запретили, было уже поздно: храм уже стоял. Торжественное освящение собора, который «своей красотой, изяществом и величественностью превзошёл все ожидания», состоялось 4 сентября 1958 года. Патриарх Алексий признал, что постройка Ташкентского кафедрального собора была крупнейшим строительством в РПЦ МП за истекшие 50 лет советской власти. Накануне, перед началом всенощного бдения, был зачитан указ Патриарха Алексия I о возведении епископа Гермогена в сан архиепископа.
В 1959—1960 гг. уполномоченный Совета по делам религий по Узбекской ССР Н. Ф. Вороничев предпринял попытку существенно сократить численность храмов Ташкентской епархии. В частности, власти планировали закрыть ряд молитвенных домов, построенных в послевоенные годы, в ряде районов Узбекской ССР. Как отмечает доктор исторических наук Алексей Марченко, архиепископу Ермогену титаническими усилиями удалось предотвратить разложение религиозных обществ и закрытие храмов в своей епархии. В 1958—1960 гг. ни один храм в Средней Азии не был закрыт. На 1 января 1961 г., так же как и в 1958 г., в Узбекской ССР действовало 25 приходов (из них 4 — типовые церкви, 21 — молитвенный дом). В докладной записке старшего инспектора Совета А. Мишина говорилось, что «уполномоченный Совета Вороничев Николай Фёдорович приложил немало усилий в борьбе с мракобесом Ермогеном, но методы этой борьбы не были достаточно эффективными в деле сокращения церковной сети, уменьшения доходности церквей».
В 1959 году уполномоченный по делам религии Узбекской ССР писал: «Наблюдение за деятельностью… архиепископа Ермогена убедило меня в том, что он весьма враждебно настроен к советской действительности. Не довольствуясь ролью, которая определена советским государством Церкви, Ермоген в своей деятельности грубо попирал социалистическую законность. Будучи приверженцем врага советского строя — бывшего патриарха Тихона, этот прожжённый церковник стремится крестом и рублем укрепить устои РПЦ…».
После выхода постановления ЦК КПСС от 13 января 1960 г. «О мерах по ликвидации нарушений духовенством Советского законодательства о культах» Совет по делам Русской православной церкви персонально обязал Н. Ф. Вороничева приступить к решительным действиям по ограничению влияния Церкви на население и ослаблению её материальной базы в Узбекской ССР. Однако коренных изменений в сложившейся ситуации в республике не последовало. По утверждению историка Алексея Марченко, сломить неуступчивого иерарха властям не удалось.
Вскоре после назначения на кафедру епископ Ермоген написал Распоряжение:
«Ко мне обратился настоятель одного из приходов с приглашением совершить богослужение в день Престольного праздника. При этом он выразил озабоченность по поводу расходов, необходимых для приёма архиерея и сопровождающих клириков. Довожу до сведения всех настоятелей храмов, что архиерей будет посещать каждый храм своей епархии и совершать там богослужение. Приходы не несут никаких расходов, связанных с посещением архиерея. Все расходы по приёму архиерея и сослужащих ему клириков возлагаются на Епархиальное Управление».
В пятидесятые годы духовенство РПЦ получало доходы от «кружки». Деньги за требы и пожертвования клались в кружку, опечатанную приходской печатью. Раз в месяц «кружку» делили. Собирался весь причт, снимали печать, считали деньги. Две части оставляли на храм, одну часть отдавали причту. В то время духовенство облагалось по 19-й статье, исчислявшей процент налога по прогрессирующей шкале. Размер налога мог вырастать до 95 % от суммы годового заработка. В качестве налога государству отдавали огромные суммы. Причём, духовенство, как и осуждённые в СССР, были лишены социального страхования: пенсий, бюллетеней, оплаты инвалидности, обеспечения жилищем и транспортом, санаторно-курортного лечения и прочих социальных льгот.
Архиерей ввёл новую форму оплаты. Всё духовенство Ташкентской епархии перешло на твёрдые денежные оклады. Это была первая епархия в РПЦ, перешедшая на зарплату. Оклады были минимальными, в пределах 100—150 рублей. Все приходские средства епископ сосредоточил в своих руках, купил на них облигации 3 % золотого займа, который ходил в свободном обращении, и выдавал премии епархиальному духовенству к каждому празднику по 1000—3000 рублей. Кроме двунадесятых и Престольных праздников он давал премии на праздники великих святых. На рождение ребёнка, на свадьбы или похороны выделялись духовенству деньги в размерах 5000 —10 000 руб. Когда финансовые органы потребовали выплатить налоги с премий, архиепископ обратил их внимание на государственную гарантию, обеспечившую каждую купюру: «не подлежит обложению налогами и сборам». По этому вопросу он обратился с письменной жалобой на имя Генерального прокурора СССР.
Материальную помощь Владыка оказывал не только священнослужителям. В конце 50-х годов ташкентский горсобес за недостатком средств, часто рекомендовал нуждающимся обратиться в церковь. И преосвященный Ермоген помогал всем, оказавшимся в беде. Это в своём роде уникальный пример, когда государство фактически обращалось за помощью к церкви.
Стремительно был построен и храм в Самарканде. Кроме вышеназванных храмов под руководством архиепископа Ермогена были построены новый собор в Ашхабаде, большая каменная крещальня в городе Фрунзе (Бишкек), отреставрированы и восстановлены храмы Красноводска и Мары.
20 февраля 1958 года вновь назначен временно управляющим Алма-Атинской епархией. 28 августа 1958 года освобожден от временного управления Алма-Атинской епархией.
Вскоре руководство Совета по делам религий при Совмине СССР приняло кардинальное решение — убрать епископа Ермогена из Средней Азии. Оказав сильное давление на Московскую Патриархию, Совет добился поставленной цели.15 сентября 1960 года решением Священного Синода «архиреакционный архиерей» Владыка Ермоген был отстранен от управления Ташкентской и Средне-Азиатской епархией и отправлен в «бессрочный отпуск».
Два года жил в Свято-Успенском мужском монастыре в д. Жировичи в Белоруссии и Свято—Успенском мужском монастыре в Одессе.
Протоиерей Павел Адельгейм вспоминает о ташкентском периоде служения архиепископа Ермогена:

В советские времена существовал жёсткий порядок регистрации духовенства. Епископ должен был «согласовывать» кандидатуру священника прежде его рукоположения и назначения. Это кажется невероятным, но архиепископ Ермоген не подчинялся этому порядку. Он сперва рукополагал священника, а затем с указом на руках посылал за регистрацией к уполномоченному. В 1958 году, когда в храмах запрещался даже косметический ремонт, архиепископ построил в Ташкенте великолепный кафедральный собор. А ещё организовал епархиальную гостиницу, и каждый священник, приезжавший в Ташкент по вызову архиерея или по личному делу, бесплатно получал уютную комнату, завтрак, обед и ужин. Кроме того, архиепископ Ермоген распорядился приобрести причтовый дом для каждого храма Ташкентской епархии. Так что каждый священник и диакон епархии, приезжая на приход, получал благоустроенное жильё. Своим указом архиепископ запретил младшим клирикам делать подарки старшим по положению. Только старшие могли одаривать младших, стоявших ниже на служебной лестнице. Такое положение делало невозможным симонию и коррупцию. В конце концов за свою твёрдость и верность архиерейскому долгу архиепископ Ермоген лишился кафедры.— 
Митрополит Антоний (Мельников) так отозвался о нём:

…я очень люблю и ценю Владыку Ермогена, но он утопист. Он пишет свои записки Подгорному, Косыгину, Куроедову, доказывает, что по отношению к Церкви нарушается конституция и советские законы о культах. Но он не хочет понять, что если не произойдет общего и резкого изменения режима в СССР (а на это рассчитывать трудно) никакого существенного улучшения положения Церкви быть не может. Наши правители сами прекрасно понимают, что они нарушают законы, но менять своего отношения к Церкви не намерены. Писания архиепископа Ермогена их только раздражают, а Церкви никакой пользы не приносят, только наоборот.

## Архиерей в Омске и Калуге
13 июня 1962 года назначен архиепископом Омским и Тюменским. Интересен отзыв, направленный в Совет по делам РПЦ, уполномоченным по делам РПЦ по Омской области И. Бутюговым: «Из беседы с архиепископом Ермогеном я пришёл к выводу, что он один из иерархов, который ведёт наступательную политику, он теоретически подготовлен, это опытный волк, который знает на какую педаль нажимать в любом вопросе укрепления позиций православной церкви, он далёк от безоговорочного выполнения установленных положений о культах».
С 29 мая 1963 года — архиепископ Калужский и Боровский.
В Калуге занимался благотворительностью, поддерживал бедные приходы, уменьшил вдвое размер «добровольно-принудительного» взноса в Фонд мира, оживил и укреплял приходскую жизнь, организовывал ремонт обветшавших храмов, привлекал в епархию молодых активных священнослужителей, имеющих духовное образование, для проживания которых в двух частных калужских домах была организована своего рода подпольная гостиница. Кроме того, начал отправлять за штат священнослужителей, скомпрометировавших себя небескорыстными «заигрываниями» с Советской властью.
В 1965 году уполномоченный по делам религии Калужской области Ф. П. Рябов так характеризовал его деятельность: «Усиливается влияние православия на население. Практически во всех церквах имело место увеличение доходности и обрядности, что в свою очередь свидетельствовало о большей посещаемости храмов верующими». В Козельском районе открыто крестилось 60 % детей и в Малоярославецком — до 87 %, причём ежегодно крещений становилось всё больше. Резко возросло количество верующих.
29 июля 1965 года заместитель председателя исполкома Калужского областного облсовета депутатов трудящихся В. Поляков направил официальное письмо Председателю Совета по делам РПЦ при Совете министров СССР В. А. Куроедову: «Ермоген открыто выражает клеветнические измышления о якобы бесправии церкви и верующих в нашей стране и имеющемся притеснении лиц за религиозные убеждения, что является не чем иным, как злостным повторением буржуазной враждебной пропаганды запада… Архиерей Ермоген из средств епархии оказывает денежную помощь и выдаёт бесплатно свечи так называемым „затухающим“ слабым приходам (церкви в с. Захаровское, Барятино и др.)… Калужский облисполком считает нежелательным дальнейшее пребывание архиерея Ермогена в г. Калуге и просит Совет по делам русской православной церкви при Совете Министров СССР принять в отношении его необходимые меры».

## Протест и увольнение на покой
Архиепископ Ермоген выразил несогласие с решением Архиерейского собора Русской православной церкви от 18 июля 1961 года о внесении изменений в «Положение об управлении Русской православной церкви», касающихся раздела IV — «О приходах». Это решение вошло в историю Церкви как «приходская реформа». Архиерейский собор был созван по инициативе государственной власти СССР, на нем церкви был навязан новый устав. По нему, фактически, священник попадал в полную зависимость от местных органов власти, вытеснялся из руководства приходской жизнью. В отзыве на решения Собора Владыка Ермоген настаивал на том, что настоятель храма должен быть избираем в число членов исполнительного органа каждого храма и не может оставаться сторонним наблюдателем, а быть активным участником как в духовной, так и в хозяйственной жизни своего прихода. «Реформа» порождала конфликтные ситуации, по мнению доктора церковной истории протоиерея Владислава Цыпина власть старост, не всегда имевших твёрдые христианские убеждения, приобрела неподобающие, непомерные масштабы. 18 апреля Священный Синод принял навязанное Советом постановление «О мерах по улучшению существующего строя приходской жизни». Утвердить его должен был намеченный на 18 июля Архиерейский Собор. В. А. Куроедова беспокоило, как бы Собор не «вышел из-под контроля» и трёх архиереев, смело выражавших свои взгляды и открыто высказывавшихся против приходской реформы — архиепископа Симферопольского и Крымского Луку (Войно-Ясенецкого), епископа Астраханского и Енотаевского Павла (Голышева) и находившегося на покое архиепископа Ермогена (Голубева) в Троице-Сергиеву Лавру не вызвали. Однако двое последних все же прибыли на торжества без приглашения и участвовали в Соборе. Под предлогом отсутствия занимаемой кафедры архиепископ Ермоген (Голубев) был лишен права участвовать в обсуждении вопросов и голосовать. Полноценным участником заседания Собора с правом голоса смог стать только епископ Астраханский и Енотаевский Павел (Голышев), а архиепископа Ермогена не допустили на заседание.
2 марта 1962 г. он направил резкое послание Председателю Совета Министров СССР Н.Хрущёву. В нём говорилось о произволе уполномоченных Совета по делам религий, массовых нарушениях ими советского законодательства о культах. Владыка Ермоген писал, что «уполномоченные не только административно вмешиваются в деятельность церкви, но и усвоили себе не принадлежащее им по закону право на церковное управление. На сегодняшний день фактически управляющим епархией является не архиерей, а уполномоченный; архиерей же является у него как бы старшим благочинным». Архиепископ обращает внимание Хрущёва на незаконные увольнения священников уполномоченными. «…вмешательство уполномоченных… простирается ещё глубже, вторгаясь и в богослужебную сторону церковной жизни, незаконно ограничивая права советских граждан в этой области… Любой служащий в церковном учреждении, будь то бухгалтер, шофёр, уборщица или сторож — могут быть уволены по усмотрению уполномоченного при полном игнорировании трудового законодательства. Причём в этих случаях уполномоченные… действуют через церковную власть, предъявляя свои требования всегда в устной форме…». Исключительно большое число нарушений Ермоген усматривал в массовом закрытии храмов: «получаются серьёзные извращения, своего рода приписки, очковтирательство, обман государства: церковь закрыта якобы за отсутствием узаконенного числа двадцати человек верующих, в то время как сотни и тысячи протестуют против этого закрытия… На протяжении 1959—1961 годов на территории Союза было закрыто около 3000 церквей… большинство с нарушением закона, иногда с оскорблением чувств верующих, иногда в ночное время, с выламыванием дверей». По словам архиепископа, действия уполномоченных посягают на охраняемые Конституцией права советского гражданина, нарушают 26-ю статью Основ уголовного законодательства СССР и сводят на нет принцип отделения церкви от государства.
После смещения Хрущёва, летом 1965 г. составил петицию на имя Патриарха Алексия I с предложением пересмотреть дискриминационное «Положение о Русской Православной Церкви», принятое под давлением властей Архиерейским Собором 1961 г., который по оценке доктора исторических наук С. С. Бычкова был «по сути своей разбойничьим собором», так как его решения поставили священника на уровень наёмника общины. В петиции, известной, как «письмо десяти», предлагалось ввести настоятелей приходов в состав Приходского собрания («двадцатки») и Приходского совета в качестве председателей. По словам историка, идею написания петиции поддержал сам патриарх Алексий, заранее осведомлённый о её содержании. Документ подписал сторонник Владыки Ермогена архиепископ Новосибирский и Барнаульский Павел (Голышев), а также архиепископы Пермский Леонид (Поляков), Ташкентский и Средне-Азиатский Гавриил (Огородников), Иркутский Вениамин (Новицкий), Казанский Михаил (Воскресенский); епископы Рижский Никон (Фомичев), Тамбовский Михаил (Чуб), Черниговский и Нежинский Нестор (Тугай), Мукачевский и Ужгородский Григорий (Закаляк). По словам историка церкви С. Бычкова, это был первый в истории Русской Церкви послевоенного периода протест такого масштаба. «Этого архиепископу Ермогену не могли простить ни богоборцы из ЦК КПСС и Совета по делам религий, ни верные им епископы, сохранившие верность богоборческим властям». Путь к внесению новых изменений в «Положение о Русской Православной Церкви» был закрыт. Петиция не возымела успеха.
В результате 25 ноября 1965 года был отправлен на покой в белорусский Жировичский монастырь с правом служения в нём.
Из Жировичской обители архиепископ Ермоген продолжал письменно обращаться к патриарху Алексию I, в Священный синод, а также к другим архиереям с предложениями по вопросам приходской жизни и защиты независимости Русской церкви. Письма перепечатывались и распространялись христианами по всему СССР и за пределами страны, о них появились материалы в зарубежной печати. Это вызывало крайнее раздражение чиновников Совета по делам религий и Московской Патриархии.
Инспектор Совета по делам религий А. Коваленко подготовил справку, согласно которой «Архиепископ Ермоген занимается подстрекательством некоторой части духовенства, подстрекает на организованное выступление против советского законодательства о культах. Имеются также сведения, что он поддерживает Эшлимана и Якунина в вопросах, которые они изложили в своём т. н. „открытом письме“».
В ноябре 1967 года архиепископ послал Патриарху ещё одно письмо, в котором указывал на тягостное положение Церкви, произвол гражданских властей, бездействие руководства Патриархии.

## Историко-каноническая и юридическая справка
Находясь на покое в белорусском Жировичском монастыре, 25 декабря 1967 года архиепископ Ермоген составил уникальный в своём роде, исторически значимый документ к 50-летию восстановления патриаршества в Русской церкви — «Историко-каноническую и юридическую справку», в которой содержится анализ современных проблем РПЦ, включая церковно-государственные отношения. Автор, опираясь на древние церковные правила и акты, делает вывод: все проблемы от того, что Церковь не управляется соборным разумом, поместные соборы не созываются, а те, что проходили не имели канонической легитимности, так как состояли из епископов, назначенных церковными властями, а не избранных народом. Советское государство, в нарушение конституции и иных законов, вмешивается в церковную жизнь и вопросы управления.
Основные тезисы, изложенные в справке.
"С учреждением в 1589 году патриаршества в области церковного управления по сравнению с предшествовавшим периодом митрополичьего управления никаких принципиальных изменений не произошло. Сделавшись патриархами, русские митрополиты не приобрели новых прав по управлению Церковью, потому что и прежде, не называясь патриархами, имели патриаршие права.
Церковная жизнь по-прежнему продолжала течь в русле канонических правил Вселенских и всецерковного значения Поместных Соборов. Основным принципом её оставалась СОБОРНОСТЬ. Все важнейшие дела решались на Соборах. Патриарх возглавлял церковное управление, но источником его прав и власти оставался Собор.
Совсем принципиально иное мы видим в церковной жизни с учреждением Петром Первым в 1721 году Духовной Коллегии, вскоре переименованной в Святейший Правительствующий Синод. В результате этой реформы в Русской Церкви было уничтожено не только патриаршество, но церковное управление оказалось обезглавленным и Русская Церковь лишилась Первосвятителя. В организованном на неканонических началах Синоде не был предусмотрен его председатель, а только первенствующий член, который мог присутствовать на синодальных сессиях только по вызову, а вызовы архиереев на сессии всецело зависели от обер-прокурора Синода. За весь «синодальный период», длившийся 200 лет, не было созвано ни одного Собора, чем была подорвана основная каноническая структура православного строя — соборность… основною формою высшего церковного управления по каноническим правилам является поместный собор церкви.
С принципиальной, церковно-канонической, точки зрения вопрос о составе Собора прежде всего должен решаться в зависимости от того, каким образом сформирован епископат.
Если епископы избирались епархиями в установленном церковными канонами порядке и вследствие этого являются действительными представителями своих епархий, то, разумеется, Собор, как представительный орган Церкви, может состоять и из одних епископов. Если же епископы не избирались, как того требуют церковные каноны, а в нарушение их назначались, то ясно, что сформированный таким порядком епископат, не может иметь ни канонического, ни морального права представлять те епархии, которые его не избирали. В этом случае Поместный Собор обязательно должен иметь в своем составе в качестве полноправных членов не только епископов, но и клириков и мирян, надлежащим образом избранных.
Из Священной книги Деяний св. Апостолов (1, 15-26) мы знаем, что вместо отпадшего от апостольского лика Иуды предателя к лику апостольскому был сопричислен Матфий чрез избрание его на молитвенном собрании св. Апостолов и верующих. С тех пор на всем протяжении истории Вселенской Церкви соборное избрание епископов — апостольских преемников становится основной канонической нормой формирования Епископата… порядок избрания епископов ясно определён Первым Вселенским собором в 4-м правиле и подтвержден Седьмым Вселенским Собором в 3-м правиле. В полнейшем согласии с этими канонами говорят об избрании епископов и св. отцы Антиохийского Собора в 19-м соборном правиле. Все упомянутые канонические правила требуют, чтобы избрание епископа совершалось на Соборе, чтобы в избрании принимали участие все епископы области и чтобы отсутствующие на Соборе епископы изъявляли свое согласие или несогласие с избранием посредством грамот; чтобы в случае разногласий превозмогало мнение большего числа избирающих. А согласно 19 правила Антиохийского Собора поставление епископа, совершенное вопреки указанному каноническому порядку, даже не имеет силы.
"…"Чуждый православному церковному сознанию порядок назначений укоренился в Русской Церкви после Петровской церковной реформы 1721 года и является характерным для эпох союза Церкви с Государством. И нужно констатировать, что порядок назначений епископов, помимо своей неканоничности, неизбежно приводил на практике к назначениям на высокие церковные посты лиц заискивающих, угодничающих, мало пекущихся о церковном благе.
"…"Согласно каноническому определению Собора, Священный Синод Русской Православной Церкви должен состоять из Председателя-Патриарха и 12 архиереев, из которых половина избирается на очередном Поместном Соборе на 3 года, 5 архиереев в порядке регламентированной очередности вызываются для присутствия в Синоде в качестве его членов на 1 год и один архиерей — Киевский Митрополит является постоянным членом Синода, как избираемый на Украинском Церковном Соборе и представитель древнейшей митрополии Русской Церкви.
Ясно, что Синод, сформированный таким образом, являлся бы авторитетным и представительным органом Высшего Церковного Управления нашей Церкви, имеющим каноническое и моральное право говорить от лица всей Русской Православной Церкви.
Этого нельзя сказать о нашем теперешнем Синоде, формируемом на основании «Положения об управлении Русской Православной Церкви», принятом на Соборе 1945 года. В «Положении», собственно, ничего не говорится о порядке формирования Синода, а только указывается, что он состоит из шести членов, из которых три — митрополиты Киевский, Ленинградский и Крутицкий — являются постоянными членами Синода, а три временными, вызываемыми по очереди на полгода.
Такой порядок имел бы ещё какой-то смысл, если бы постоянные члены-митрополиты занимали свои кафедры в силу канонического избрания их на эти кафедры, но поскольку эти митрополиты назначаются и перемещаются в обычном для всех прочих архиереев порядке, то соединение постоянного членства в Синоде с занятием указанных кафедр теряет всякий канонический смысл.
Здесь нельзя не упомянуть о том, что если формирование состава Синода в царской России, равно как и назначения на архиерейские кафедры, в значительной степени зависели от обер-прокурора Синода, то в силу сложившихся ненормальных отношений между Патриархией и Советом по делам религий, противоречащих и принципу отделения Церкви от Государства, и законодательству о культах, и опубликованному в прошлом году в правительственной газете «Известия» (30.8.66) заявлению председателя Совета по делам религий В. А. Куроедова, состав постоянных членов Синода, равно как архиерейские назначения, перемещения и увольнения, зависят в настоящее время от председателя Совета по делам религий в гораздо большей степени, чем они зависели в царской России от обер-прокурора Синода.
"…"состояние Русской Православной Церкви к началу второго пятидесятилетия по восстановлении в ней патриаршества нельзя считать удовлетворительным. Указать на эту неудовлетворительность и на причины, породившие её, было основной задачей настоящей справки. Сделать это автор счел своим церковным долгом, как Архиерей Русской Православной Церкви, учитывая, что в связи с празднованием 50-летия восстановления патриаршества не будет недостатка в льстивых панегириках, всегда вредящих правде. Печальное состояние Русской Церкви на сегодняшний день — прямое следствие нарушения канонов и забвения коренного начала, на котором зиждется строй Православной Церкви и которое составляет его драгоценную особенность — СОБОРНОСТИ.
Для жизни Церкви существенно необходимы свобода и независимость её внутренней организации.
Архиепископ Ермоген, б. Калужский.
Жировицкий монастырь, 25 декабря 1967 г."

## Разбор дела архиепископа Ермогена на заседании Священного Синода 30 июля 1968 г
В январе 1968 года Управляющий делами патриархии архиепископ Таллинский Алексий (Ридигер) принял архиепископа Ермогена. В докладной записке, направленной в Совет по делам религий Управделами привёл свои слова, сказанные Владыке Ермогену: «Если когда-то вам В. А. Куроедов сказал о том, что ваш портрет был опубликован в какой-то западной газете и ваше имя упоминалось как имя лидера оппозиции… то после того как ваша справка окажется за границей, десятки ваших портретов появятся на страницах враждебных нам газет и материал, данный вами, будет самым тенденциозным способом использован в пропагандных целях.»
«Справка» имела широкое хождение в советском самиздате и была опубликована в парижском журнале «Вестник русского христианского студенческого движения».
Помимо Патриарха Московского Алексия I и Управделами МП митрополита Алексия (Ридигера) материалы «Историко-канонической и юридической справки» архиепископ Гермоген направил председателю Президиума Верховного Совета СССР Н. В. Подгорному, председателю Совета министров СССР А. Н. Косыгину, председателю Совета по делам религий при Совете Министров СССР В. А. Куроедову. В связи с такой беспрецедентной активностью находящегося на покое архиепископа Гермогена вызвали в Москву, где на заседании Священного Синода РПЦ 30 июля 1968 года разбирали его дело. В ходе рассмотрения дела Владыка Ермоген назвал разбирательство «судилищем». По мнению историка С. Бычкова его «можно сравнить лишь с тем позорным судилищем, которое по приказу Иоанна Грозного устроили епископы над святым митрополитом Филиппом (Колычевым) в XVI веке».
По поручению патриарха Алексия I на заседании председательствовал митрополит Пимен (Извеков), будущий патриарх Московский. В заседании участвовали: митрополит Ленинградский и Новгородский Никодим (Ротов), митрополит Таллинский и Эстонский Алексий (Ридигер), митрополит Киевский и Галицкий Филарет (Денисенко), митрополит Орловский и Брянский Палладий (Шерстенников), архиепископ Ивано-Франковский и Коломыйский Иосиф (Савраш), архиепископ Курский и Белгородский Серафим (Никитин) и епископ Оренбургский и Бузулукский Леонтий (Бондарь).
Согласно стенограмме, первым с докладом выступил митрополит Алексий (Ридигер), обвинивший Ермогена в том, что, будучи управляющим Калужской епархией, он снимал гостиничные номера для священников, приезжавших из районов области, а также выплачивал «бо́льшие пенсии» вдовам священников.Архиепископ Ермоген возразил: «Митрополит Алексий в своем докладе говорил о том, что я обещал не распространять справку, если буду назначен на кафедру. Это не соответствует действительности. В Калуге у меня никаких осложнений не было, не было также и никаких нарушений. Письма облисполкома были спровоцированы уполномоченным Рябовым. Меня обвиняли в том, что я снимал гостиницы для приезжающих священников, а также выплачивал бо́льшие пенсии вдовам священников, чем им были назначены, но в этом нет никакого нарушения. Никакой связи у меня со священниками Эшлиманом и Якуниным не было, я с ними не связан. По словам митрополита Алексия, положение Церкви настолько благополучно, что большего и желать нечего. А между тем, положение весьма неблагополучное».
После этого Священный Синод постановлением от 30 июля 1968 года квалифицировал деятельность архиепископа Ермогена как неполезную для Русской православной церкви. Ему было определено и далее жить на покое в Жировичском монастыре, фактически под домашним арестом, «под надзором без права выезда», с предупреждением, что если он будет продолжать подобную деятельность, то к нему будут применены меры прещения (то есть он будет подвергнут каноническим наказаниям). Власти установили за ним негласный надзор: монахини, дежурившие у входа в братский корпус, вносили в специальные журналы данные о всех, кто посещал Владыку.
В письмах—доносах, направляемых Управляющему делами патриархии митрополиту Алексию (Ридигеру) отмечается, что в среде больших групп паломников, собирающихся в единственный действующий монастырь Белоруссии на праздник Жировицкой иконы Божией Матери звучат следующие высказывания: «Здесь в заточении единственный поборник православия в наше время архиепископ Калужский Ермоген». В письмах говорится, что в свободное от богослужений время люди собирались группами и обсуждали проблему гонений на церковь в советское время. «Только архиепископ Ермоген, единственный в своём роде, стоит на правильных путях, говорили они. А патриарх и его Синод — продались коммунизму». Автор одного из писем подчёркивает, что «эти люди приехали из разных концов Советского Союза, чтобы повидаться с архиепископом Ермогеном и получить от него благословение и наставления. Оказалось, что эти люди из группы в своё время раскулаченных, отказавшихся идти в колхоз и разного рода саботажники советской власти — на политическом языке всякого рода контрреволюционная нечисть».
Архиепископ (позже митрополит) Минский и Белорусский Антоний (Мельников) в рапорте на имя патриарха Алексия утверждает, что находящийся на покое в числе братии Успенского Жировичского монастыря Владыка Ермоген своим поведением приносит ему «много хлопот и неприятностей». Архиепископ Антоний пишет: «Вопреки моим указаниям… день тезоименитства архиепископа Ермогена сопровождался приветственной речью архимандрита Михея, который назвал преосвященного „столпом православия“».
Наместник Жировичского монастыря архимандрит Михей (Хархаров), позже архиепископ, за поддержку опального Владыки, был лишён должности и отправлен настоятелем в сельский приход Ярославской области. В рапорте от 1 августа 1969 г. архиепископ Антоний отмечает: «Зная о моём указании совершать богослужения только тогда, когда последует моё благословение, преосвященный, не считаясь с этим, отправляет богослужения… проживая в монастырском здании, принимает посторонних посетителей, которые потом передают в народ мысли и взгляды преосвященного. Гражданские власти теперь имеют основание упрекать и ставить мне на вид, что в монастыре собираются люди, которые под видом богомолья ведут антисоветские разговоры».
В 1968 году архиепископ Антоний (Мельников) специально выезжал в Москву, чтобы доложить о поведении Владыки Ермогена и наместника Жировичского монастыря архимандрита Михея, который «во всём потворствует Ермогену» и «ничего мне о нём не сообщает». На приёме у заместителя председателя Совета по делам религий В. Г. Фурова Антоний сообщил, что Ермоген «по-прежнему стоит на враждебных позициях по отношению к руководству РПЦ и к большинству священнослужителей, лояльно относящихся к государственной власти». По свидетельству Антония Ермоген придерживается следующего мнения: в армии награждают за подвиги, в науке — за открытия, а в Церкви высшие должности жалуют архиереям за закрытие храмов.
Антоний (Мельников) просил согласия Совета по делам религий перевести Ермогена на постоянное жительство в Псково-Печерский монастырь, «где более строгий режим содержания монахов» и, в отличие от Жировичского монастыря, есть крепостные стены.
После смерти Патриарха Алексия среди архиереев имелись сторонники избрания архиепископа Ермогена Патриархом, но его даже не вызвали на поместный Собор РПЦ 1971 г., и вплоть до своей смерти в 1978 г. Владыка так и находился под домашним арестом.
В информационном отчете Совета по делам религий в ЦК КПСС за 1971 г. указывалось: «Другая, хотя и небольшая часть епископата, хотела бы избрать главой церкви такого деятеля, который по своим взглядам был бы близок к взглядам патриарха Тихона, известного своими антисоветскими высказываниями и анафемами; имели место и нелегальные вылазки экстремистов. Так, в начале 1971 г. появилось анонимное обращение к епископату и клиру с призывом „не избирать в качестве патриарха теперешних членов Священного Синода, продавшихся властям“, а выдвинуть на этот пост архиерея, способного противостоять государству, атеизму и укрепить церковь, возродить её былые позиции. В качестве кандидатов на патриарший пост в анонимке выдвигались 24 архиерея, а первым среди них назывался архиепископ Ермоген».
Благословение на переезд в Киев, на родину, архиепископ Ермоген получил от Патриарха Алексия в 1970 г., однако только летом 1977 году ему удалось прописаться в городе Бровары недалеко от Киева, впрочем переехать туда он так и не успел, оставаясь в Жировичском монастыре. 6 апреля вечером под Благовещение, вопреки обыкновению, архиепископ Ермоген из-за слабости не пошел в храм, а праздничную всенощную вычитал у себя в келии. Чувствуя, что время его смерти настало, иерарх вспомнил, как в 1947 г. архиепископ Филипп прислал ему в Астрахань телеграмму по случаю 25-летия его, о. Ермогена, архимандритства. В телеграмме содержалось пожелание столько же лет быть епископом, «святительствовать». «Срок мой уже прошел, — сказал иерарх личному врачу, — 1 марта как раз 25 лет исполнилось». «Я рад, — говорил он на своем смертном одре, — что отхожу к Богу в день, в который почил Святейший Патриарх Тихон!».
7 апреля 1978 года, в день Благовещения, скончался в результате сердечного приступа. Похоронен по завещанию на Корчеватском кладбище города Киева среди могил своих родных и близких, недалеко от бывшей Преображенской пустыни Киево-Печерской лавры. Власти почти две недели не давали разрешения на перевоз его тела. Несмотря на столь длительный срок, тело архипастыря, по воспоминаниям очевидцев, не только не подверглось тлению, но и источало благоухание.
По мнению историка С. Бычкова Поместные Соборы 1971, 1988, 1990 и 2009 годов так и не нашли возможности рассмотреть те проблемы, которые были поставлены архиепископом Ермогеном перед патриархом и Священным Синодом и которые не утратили актуальности сегодня. Историк считает, что должен быть поднят вопрос о причислении к лику святых «исповедника и мученика архиепископа Ермогена (Голубева)». Этого же мнения придерживался Предстоятель Русской православной церкви Заграницей митрополит Восточно-Американский и Нью-Йоркский Иларион (Капрал): «Остаётся надеяться, что недалеко то время, когда исповедник архиепископ Ермоген (Голубев) будет причислен к лику святых».
На надгробном памятнике архиепископа Ермогена начертана следующая эпитафия: «Дорогой незабвенный наш Святитель! Твоя безграничная ко всем любовь и ничем не поколебленное мужество навсегда останутся в сердцах любящих и благодарно помнящих тебя».
Духовный сын Владыки Ермогена протоиерей Павел Адельгейм: «Это был человек, который архиерейское первенство понимал, как право первым умереть за общее дело церкви и не больше, никаких других привилегий он не требовал. Архиепископ Ермоген был соработником Бога. Его дело разрушала и советская власть, и церковная, его дело всю жизнь испытывалось огнём. Иногда казалось, что всё разрушится, но оно устояло в огне и созрело для вечности».